# Derechos de las mujeres en Bangladés
Los derechos de las mujeres en Bangladés están marcados por las desigualdades en áreas como la educación y el empleo, el derecho a la tierra, la desigualdad en la herencia, etc.  En 2015, Bangladés ocupó el puesto 139 de 187 países en el Índice de Desarrollo Humano y 47 de 144 países encuestados en el Índice de Desigualdad de Género en 2017. Muchas de las desigualdades son el resultado de la pobreza y las normas tradicionales centradas en un sistema de parentesco patrilineal y patriarcal. Las normas sociales dificultan el avance de las mujeres. En el terreno económico se considera todavía que la gestión y el presupuesto es responsabilidad de los hombres. Destaca la presencia de mujeres al frente del gobierno con dos mujeres Sheikh Hasina y Khaleda Zia alternándose en las últimas décadas en el cargo de primera ministra de Bangladés.  

## Marco general
Con un crecimiento anual en torno al 6 % en la última década Bangladés ha dado el paso para ser incluido oficialmente como país "en desarrollo" pero también ha dejado al descubierto los graves problemas ambientales y sociales del país. El 15 de marzo de 2018 Bangladés quedó en condiciones de dejar de ser País Menos Adelantado después de que la ONU considerara que había cumplido los tres criterios de ingresos, desarrollo humano y vulnerabilidad a las crisis. El cambio de estatus no se producirá hasta 2024, una vez realizadas las evaluaciones pendientes y significará una modificación en los privilegios en la exención de impuestos que gozaba hasta ahora como país pobre.
Según las estadísticas oficiales se ha producido una significativa reducción de la pobreza desde 2010, pero en 2017 se ha ralentizado y todavía afecta a una de cada cuatro personas en un país con 160 millones de habitantes.
Según la Organización para la Cooperación y el Desarrollo Económicos (OCDE) Bangladés sigue estando entre los países menos desarrollados y es el sexto receptor de ayuda oficial al desarrollo en Asia. Informes de ONGs que analizan el proceso de erradicación de la pobreza y la justicia de género, Bangladés mantiene tres desafíos principales: las desigualdades, el cambio climático y los flujos financieros ilícitos que privan al país de recursos escasos.
Las normas sociales patriarcales traban la movilidad de las mujeres, limitando sus funciones a la familia y asignando a los hombres una mayor capacidad en la toma de decisiones económicas y en general, según las ONG que trabajan sobre el terreno se considera que la gestión económica y el presupuesto son responsabilidad de los hombres.

## Cultura y religión

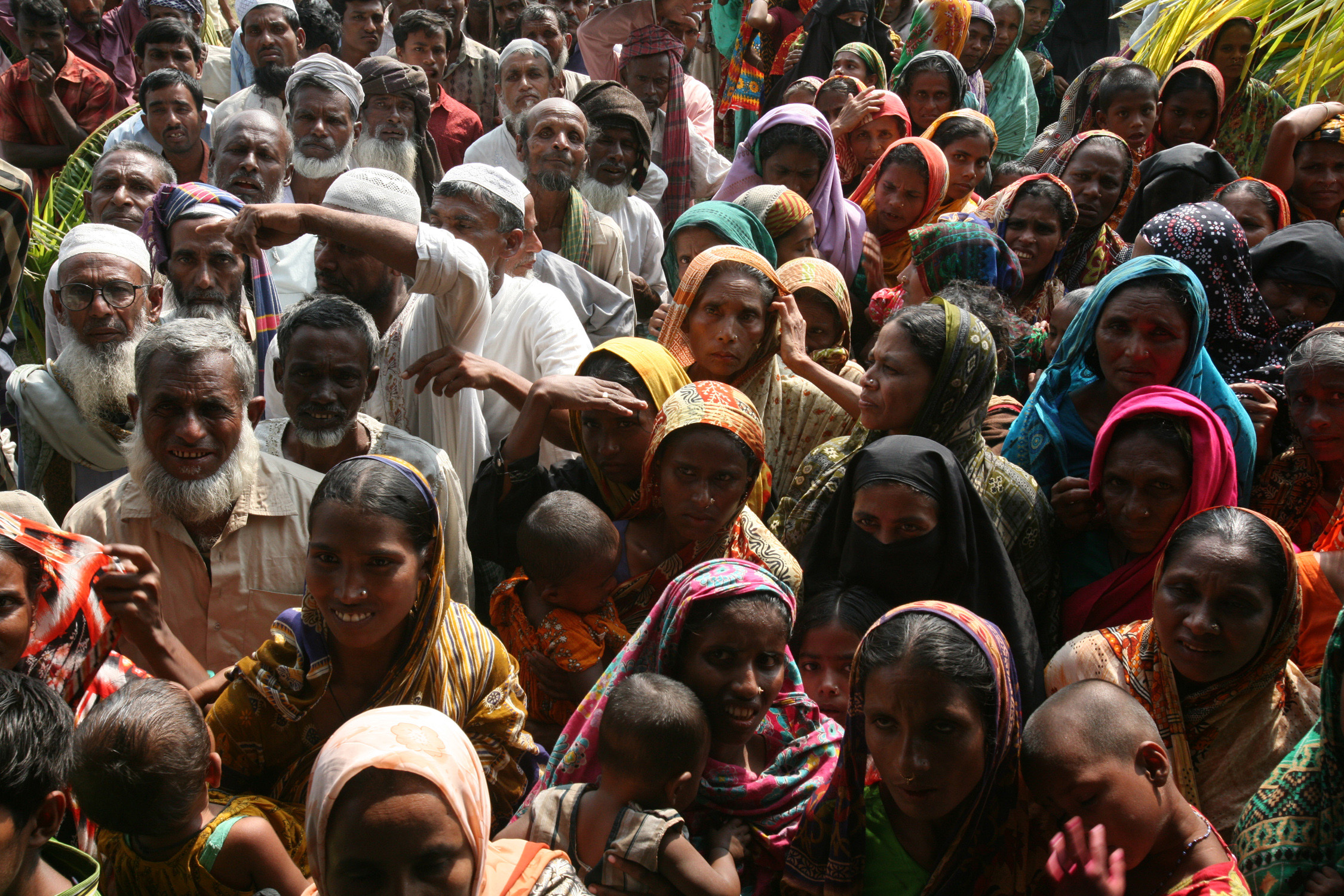
Habitantes de Rangabali

Bangladés es uno de los siete países del mundo donde el número de hombres supera al de mujeres. El ochenta y ocho por ciento de la población profesa el islam.  A pesar de la mayor presencia de mujeres en el mercado laboral la mayoría de las mujeres de Bangladés permanecen en la esfera doméstica y están marcadas por las costumbres y los mandatos religiosos sin poder tomar decisiones de manera autónoma.

## Estatus legal
Aunque la Constitución de Bangladés establece que las mujeres tienen igualdad de derechos que los hombres en todas las esferas de la vida pública, existe también el derecho de familia basado en valores religiosos y sociales que marca importantes desigualdades para las mujeres y que rigen matrimonio, divorcio, custodia de hijos e hijas y el derecho a la herencia.
En los últimos años, se han implementado varias leyes para reducir la violencia contra las mujeres y las niñas y el acoso sexual . Otras leyes que protegen a las mujeres de Bangladés incluyen el Acid Crime Control 2002 y la Dowry Prohibition Act 1980. Sin embargo, la aplicación deficiente de estas leyes es común debido a un poder judicial débil, la corrupción y la tolerancia social. 

### CEDAW
En 1979, la Asamblea General de las Naciones Unidas adoptó la CEDAW como una declaración internacional de derechos para las mujeres. Define qué constituye discriminación contra la mujer y crea una agenda para que los estados pongan fin a la discriminación en todo el mundo. Los estados que ratifican la CEDAW están legalmente obligados a poner en práctica sus disposiciones y están obligados a presentar informes de estado nacionales cada 4 años
El 6 de noviembre de 1984, Bangladés ratificó la CEDAW con reservas sobre los artículos 2, 13.1 [a], 16.1 [c] y [f] debido a conflictos con la ley islámica de la Sharia. Desde la ratificación, Bangladés ha experimentado cambios importantes en la igualdad entre hombres y mujeres. En 2009, un caso de litigio de interés público presentado por la Asociación Nacional de Mujeres Abogadas desafió al Tribunal Superior a intervenir y tomar medidas, ya que no existía una ley nacional contra el acoso sexual. La CEDAW se convirtió en el centro de las deliberaciones de la Corte, y en el interés particular en el Artículo 11 de la CEDAW sobre igualdad en el empleo y en la Recomendación general no. 19 sobre violencia contra la mujer. Con base en estos principios, la Corte emitió pautas sobre acoso sexual para todo el país, que permanecerán cuando se apruebe la legislación. Bangladés también ha utilizado la CEDAW para ayudar a lograr la paridad de género en la inscripción a la escuela primaria y tiene como objetivo para 2015 eliminar todas las disparidades de género en la educación secundaria.

### Matrimonio

#### Virginidad y matrimonio
En agosto de 2019 el Tribunal Surpremo de Bangladés dictaminó que las mujeres ya no tendrán que declarar si son vírgenes en los certificados de matrimonio. La sentencia es el fruto de cinco años de batalla legal por parte de los grupos de defensa de los derechos de las mujeres que en 2014 presentaron un recurso para cambiar el formulario en base a la Ley de Matrimonio y Divorcio Musulmán del país, de 1974. Las leyes matrimoniales en Bangladés requerían que la novia dijera en su certificado de matrimonio si era "kumari" (virgen), viuda o divorciada. El Supremo ha ordenado al Gobierno retirar la palabra "kumari" y reemplazarla por "soltera". La sentencia también establece que el novio también tendrá que desvelar si está soltero, divorciado o viudo.

#### Matrimonios forzosos
Los matrimonios en Bangladés suelen ser concertados y con frecuencia los matrimonios forzosos derivan de prácticas socioeconómicas y culturales en las que las mujeres jóvenes son más propensas a ser sus víctimas.  
Por otro lado según el informe de CEAR Bangladés tiene uno de los índices más elevados de matrimonios infantiles del mundo calculando que el número de niñas casadas antes de los 18 años se sitúa entre el 52% y el 66%; 32% de ellas se casarían antes de los 15 años. Los matrimonios infantiles son ilegales desde la Ley de Restricción del Matrimonio Infantil de 1929 (Child Marriage Restraint Act), pero la ley se ha implementado de forma deficiente.
En febrero de 2017, el Parlamento de Bangladés aprobó la Ley de Restricción del Matrimonio Infantil 2017, que supone un importante paso atrás porque estipula que los padres o tutores pueden dar permiso a las niñas para un matrimonio a temprana edad por “circunstancias especiales” y en el caso de que este redunde en el “mayor interés” de los jóvenes implicados. 

#### Dote
Aunque la ley estipula que dar o recibir una dote constituye delito, la práctica sigue existiendo y se siguen documentando casos de abusos físicos y suicidios por demandas de dote.

## Educación
En 2011 el porcentaje de población con al menos educación secundaria era del 30,8% para las mujeres y del 39,3% para los hombres. Debido a la pobreza, las tasas de alfabetización se han mantenido bajas. En 30 años (de 1970 al año 2000), la tasa de alfabetización entre hombres y mujeres se ha más que duplicado pasando del 0,30 al 0,61. Si bien los niveles siguen siendo bajos, hay un aumento más rápido del nivel educativo para las mujeres que para los hombres. Las inscripciones de niñas en las escuelas están aumentando. Sin embargo, debido a las limitaciones financieras y la falta de oportunidades de ingresos para las mujeres con formación se mantiene la lógica familiar de educar preferentemente a los niños. Otros impedimentos para el avance en la educación de las mujeres son el matrimonio precoz y las normas culturales y religiosas. La participación en disciplinas técnicas (consideradas como dominio de los hombres) en áreas como la ingeniería y la agricultura también es desigual. La presencia de mujeres en las universidades técnicas es solo 9% femenina.

## Economía y empleo
La participación en la fuerza laboral de las mujeres ha sido impulsada principalmente por el crecimiento de los empleos en la industria de exportación en textiles y la expansión de las operaciones de microfinanciación. En 2018 su participación en la población activa bangladesí se sitúa en torno al 30 %.
La participación de las mujeres en puestos de alta habilidad, gerenciales y ejecutivos gubernamentales ha aumentado solo en forma limitada. Existen desigualdades de ingresos entre mujeres y hombres. El Informe sobre Desarrollo Humano 2012 muestra que en el sector de las pequeñas empresas, por cada dólar que gana un hombre, las mujeres ganan 12 centavos en comparación. Sin embargo, las brechas de ingresos por género en horas extras han disminuido a favor de las mujeres.  
En la propiedad de las cuentas bancarias en 2017 la brecha entre hombres y mujeres alcanza el 29 % y es una de las más elevadas del mundo según el informe Global Findex de 2017 del Banco Mundial. Las cuentas de mujeres han aumentado un 10% desde 2014, hasta situarse en el 36%, pero siguen muy por detrás de las que lo tienen masculino, que alcanzan un 65%.

### Microcrédito
Desde la década de 1970, las instituciones de microcrédito en Bangladés se han situado en un puesto preferencial en la estrategia para combatir la pobreza. Las instituciones microfinancieras más notables en Bangladés son el Grameen Bank y el BRAC . (Comité para el Avance Rural de Bangladés) En 2005, estas dos instituciones cubrieron el 59% del total de préstamos de microcrédito en Bangladés. La comercialización del sector originalmente orientado al bienestar ha hecho que las microfinanzas sean muy populares, representando una industria de 2.1 mil millones de dólares.  Estos préstamos no requieren garantías, lo que ofrece perspectivas atractivas para las familias pobres y / o rurales de Bangladés que no tienen posibilidades de avales. 
Estas instituciones de microcrédito se dirigen principalmente a las mujeres con el objetivo de apoyar su empoderamiento en un situación social de desventaja y debilidad marcada por el patriarcado. Por otro lado, según diversas investigaciones los préstamos otorgados a mujeres tienden a beneficiar más a toda la familia que los préstamos a hombres.
Las iniciativas de microcréditos adoptadas como uno de los Objetivos de Desarrollo del Milenio se han considerado beneficiosas para aliviar la pobreza pero también puede tener efectos perversos. Como se observó en el contexto de la crisis de microcrédito de India en 2010, la caza indiscriminada de clientes provoca que se otorguen a personas incluso si tienen pocas o ninguna posibilidades de reembolso. Los requisitos de reembolso rápido de los préstamos a menudo no otorgan a las mujeres tiempo para generar los ingresos de manera suficientemente rápida a través de sus gastos comerciales. Los reveses financieros en las etapas iniciales de los negocios, el uso del dinero de los préstamos para emergencias y / o el consumo diario pueden acabar en un gran endeudamiento y condiciones de pobreza peores que antes. Por lo tanto según la investigadora Lamia Karim puede convertirse en la economía de la vergüenza. En Bangladés, las mujeres son las custodias tradicionales del honor. El aplazamiento de estos préstamos pone en riesgo el honor de la familia y la seguridad de la mujer, lo que hace que la vergüenza y la humillación sean colaterales a las instituciones de microcrédito.
Otra desventaja para las mujeres en las microfinanzas es el control del crédito. Aunque están destinados a las mujeres, los esposos de la familia a menudo terminan siendo los únicos beneficiarios del capital. La idea de que "como mi esposa me pertenece, entonces también me pertenece el dinero" es en gran parte la razón de esto.

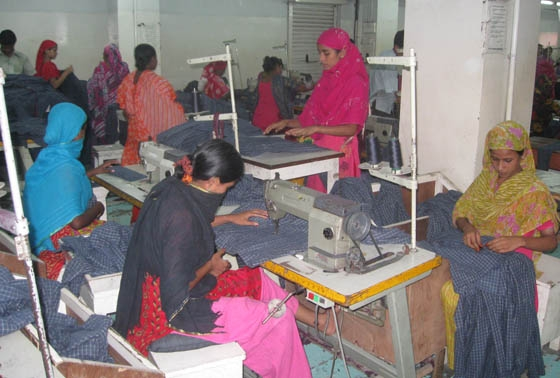
Trabajadoras de la confección en Bangladés

### Industria de la confección
El sector de la confección en Bangladés representa el 77% de las exportaciones totales, además de ser la industria más grande del país. Bajos salarios y el bajo compromiso con las leyes laborales de Bangladés han proporcionado la base para costos laborales extremadamente competitivos. Las mujeres solteras de las zonas rurales son las trabajadoras preferidas de las fábricas de prendas de vestir y, en consecuencia, constituyen la mayor parte de la fuerza laboral. Las mujeres son preferidas a los hombres principalmente porque se considera que a) las mujeres son más pacientes y ágiles b) las mujeres son más controlables que los hombres c) las mujeres son menos móviles y tienen menos probabilidades de afiliarse a un sindicato d) las mujeres pueden mejorar en la costura porque coincide con trabajos domésticos.
Quienes trabajan en la confección experimentan varias violaciones de los derechos de los trabajadores que supuestamente están protegidos en los códigos laborales de Bangladés. Entre estas violaciones se encuentran largas horas de trabajo, deducciones salariales ilegales, falta de condiciones de trabajo seguras y sanitarias y la negación de la libertad de asociarse y negociar colectivamente. El acoso y el abuso también es extremadamente frecuente.
Las condiciones de trabajo son diferentes para las mujeres que para los hombres porque trabajan en trabajos diferentes. En general, las mujeres sufren las peores condiciones de trabajo porque tienen trabajos de baja calificación donde los riesgos laborales son mayores. La salud se ve afectada negativamente por largas horas de trabajo y falta de ventilación. Los trabajadores de la confección a menudo también sufren la ausencia de un comedor y agua potable limpia. seguridad y los riesgos de incendio también son problemas; En abril de 2013, el colapso de una fábrica en las afueras de Daca mató a 1.021 personas.
Las trabajadoras se ocupan de otros asuntos que los trabajadores masculinos no necesitan. Las trabajadoras de la confección pueden enfrentar un ambiente de trabajo poco agradable, transporte inseguro y vivienda. Estos factores generalmente no afectan a los trabajadores varones. El acoso sexual y la violencia en el lugar de trabajo también son comunes. En 1998, el Departamento de Policía Metropolitana de Daca denunció 161 casos de violación en fábricas de ropa y sus alrededores.
A pesar de estos aspectos negativos, la industria de la confección para muchas mujeres de Bangladés representa una de las pocas opciones para trabajar con dignidad. La industria permite que las mujeres, en muchos casos, se conviertan en las ganadoras del pan para sus familias, además de tener una elevación en el estatus social. En la Asamblea Internacional de Salud Popular celebrada en Bangladés en 2000, las voces de las mujeres se manifestaron en contra de la amenaza de imponer normas laborales internacionales que amenazan sus empleos en la industria de la confección.

## Participación política

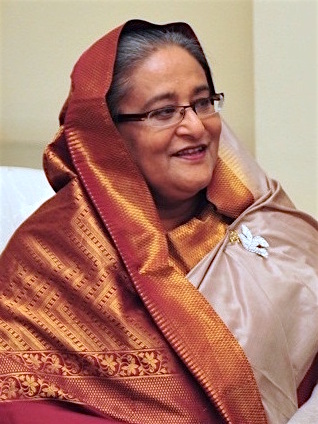
Sheikh Hasina, primera ministra de Bangladés desde 2009

Desde la década de 1990, las mujeres tienen mayor presencia en el ámbito político. A pesar de las barreras que vienen con las reglas patriarcales y la purdah, el sistema de cuotas ha favorecido la representación de las mujeres en el parlamento nacional y los gobiernos locales. Desde 1991 la jefatura de gobierno ha sido asumida de manera alternativa por dos mujeres. Sheikh Hasina y Khaleda Zia. Las elecciones de diciembre de 2008 dieron como resultado la elección de Hasina, que actualmente asume la presidencia de gobierno. Tras las elecciones generales de 2018 la presencia de mujeres en el parlamento de Bangladés es del 20,63 % el mismo porcentaje logrado en 2011. Ocupan 72 de los 349 escaños y sitúan en julio de 2019 a Bangladés en el puesto 99 en relación con el número de mujeres en los parlamentos nacionales.
Varios factores siguen limitando la participación política de las mujeres. La cultura política basada en la venganza, la desconfianza y la corrupción tiene dimensiones ideológicas, políticas, religiosas e institucionales que están arraigadas en toda la sociedad. El resultado es una institucionalización de la violencia como medio de expresión política. En 2007, se registraron 192 casos de mujeres atacadas con ácido. La intimidación por parte de los partidos conservadores y las normas religiosas y socioculturales se utilizan para reducir e intimidar a las mujeres, lo que limita su derecho al voto. Las altas tasas de analfabetismo también han actuado como factores limitantes.

## Salud
En 2011, el 24% de los nacimientos fueron atendidos por un médico profesional de la salud. La atención médica selectiva por sexo y el infanticidio sugieren una correlación entre el número de mujeres y hombres en Bangladés. En Europa, donde los hombres y las mujeres reciben atención médica y nutrición similares, las mujeres superan en número a los hombres 105: 100. En Bangladés, esa proporción es 95: 100. En términos de población, esa proporción representa aproximadamente 5 millones de mujeres desaparecidas. El economista Amartya Sen argumenta que esta baja proporción se debe principalmente a la insuficiente atención médica que reciben las niñas incluso hoy en día en el que hay ONG que trabajan para fomentar la atención médica equitativa. Hombres y niños ingresan más en los hospitales. Las mujeres tienen menos probabilidades de recibir atención médica moderna y, en general, se les suministra remedios tradicionales. 
La salud de las mujeres urbanas es peor que la de las mujeres rurales, especialmente las que viven en barrios marginales. La población urbana que vive en los barrios marginales no cuenta con instalaciones adecuadas de saneamiento, agua y salud.

## Violencia contra las mujeres
Los factores culturales y tradicionales influyen en gran medida en cómo se trata y se considera a las mujeres en Bangladés. Una vez casadas, las mujeres, adolescentes y niñas se convierten en propiedad de la familia del esposo. Esto limita las oportunidades de escolarización, perpetuando así la dependencia y el empoderamiento. La violencia en el hogar y la discriminación son difíciles de medir, los actos de violencia se pueden denunciar en procedimientos judiciales e informes policiales. La violencia en Bangladés abarca desde el lanzamiento de ácido, la tortura física y psicológica, el acoso sexual, la agresión sexual, la violación, la violencia relacionada, el tráfico, la prostitución forzada, el suicidio forzado y el asesinato.

### Violación
La violación es una de las formas más brutales de violencia contra las mujeres en Bangladés y va en aumento. Los datos del centro de recursos de BNWLA muestran que los casos de violación se duplicaron de 564 en 2001 a 1043 en 2004. La violación colectiva también se ha vuelto cada vez más frecuente. 

### Violencia en el hogar
Los incidentes de violencia en el hogar en Bangladés son generalizados y bastante comunes, y afectan a las mujeres en todas las formas de estratos económicos. Si bien en gran medida no se informó debido al estigma social y el miedo, los datos sugieren un aumento en los casos reportados de abuso. En 2001, se reportaron 530 casos de abuso doméstico en los periódicos de Bangladés. En 2004, el número de casos reportados aumentó más del doble en 1164 casos. A pesar de esto, la violencia doméstica no se considera un delito grave. Debido a que a menudo se consideran como asuntos familiares, las agencias de aplicación de la ley pueden ser reacias a involucrarse. 

### Ataques con ácido

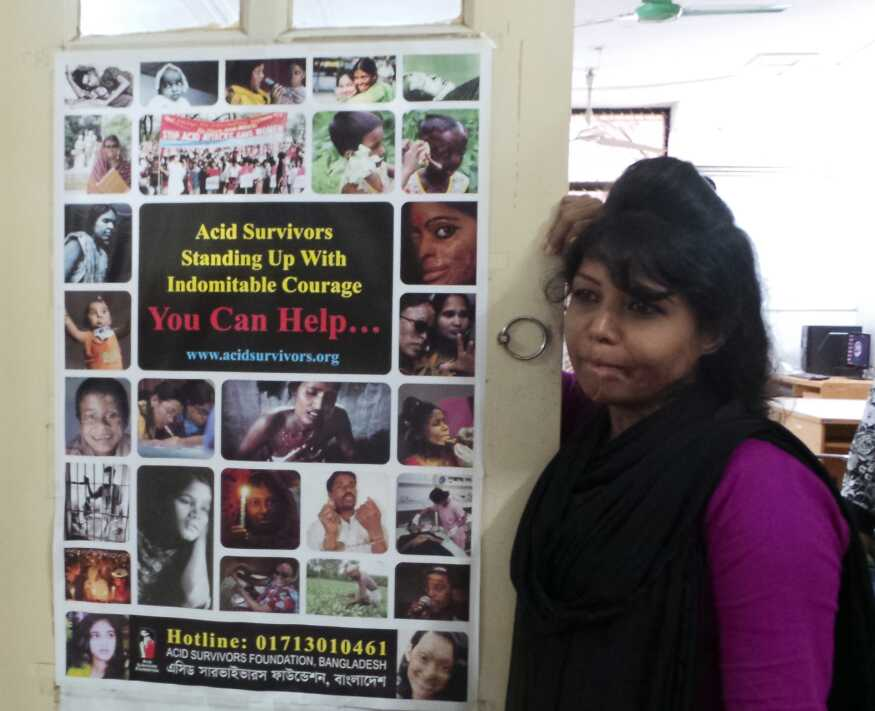
Superviviente de un ataque con ácido

Los ataques con ácido a las mujeres se ha convertido en un acto popular de venganza desde la década de 1980. Bangladés tiene los mayores incidentes mundiales de delitos con ácido, representando el 9% de las lesiones por quemaduras en el país. Un estudio reciente revela que las disputas por la tierra representan el 27% de los ataques con ácido, seguidas por el 18% por las disputas familiares, el 10% por el rechazo del sexo, el 8% por el rechazo de una relación sentimental, el 5% por los conflictos relacionados con la dote, el 4% para los conflictos matrimoniales, 3% por el rechazo a una propuesta de matrimonio, 2% por enemistad política y el 23% restante por razones desconocidas. A pesar del endurecimiento de las leyes, los ataques con ácido han aumentado en los últimos años.
Las estadísticas no reflejan completamente los efectos devastadores de este tipo de violencia. La difícil situación de las víctimas va más allá de las cicatrices físicas, la vida cotidiana está marcada para siempre por el estigma, el acoso y la miseria.